# James M. Murray
James Marshall Murray Sr. (* 9. April 1889 in St. Marys, Auglaize County, Ohio, Vereinigte Staaten; † 16. Januar 1946 in Tucson, Pima County, Arizona, Vereinigte Staaten) war ein US-amerikanischer Unternehmer und Politiker. In den Jahren 1939 und 1940 war er Vizegouverneur des Bundesstaates New Mexico.

## Werdegang
James Murray lebte in Hobbs im Lea County. Mit seiner Ehefrau Edna hatte er mindestens fünf gemeinsame Kinder: Jane Elizabeth, James (1912–1991), Martha, Tom und Richard. 1933 gründete er mit seinem Sohn James die Me-Tex Supply Company.
Er gehörte der Demokratischen Partei an. In den Jahren 1939 und 1940 war er unter Gouverneur John E. Miles dessen Vizegouverneur und Vorsitzender des Staatssenats. Er nahm im Juli 1940 an der Democratic National Convention in Chicago teil. Danach verliert sich seine Spur.